# Le Figaro
«Фигаро́» (фр. Le Figaro) — старейшая ежедневная французская газета, основанная в 1826 году. Название получила в честь Фигаро — героя пьес Бомарше. Из его же пьесы «Безумный день, или Женитьба Фигаро» взят девиз газеты, напечатанный прямо под её названием: «Где нет свободы критики, там никакая похвала не может быть приятна» (фр. Sans la liberté de blâmer, il n’est point d'éloge flatteur).
До апреля 1854 года выходила нерегулярно в небольшом формате на четырёх страницах. Имела сатирическое содержание. Среди первых редакторов были:
- Феликс Дэвин;
- Леон Гозлан;
- Огюст Жал;
- Жюль Жанен;
- Альфонс Карр;
- Нестор Рокплан;
- Жорж Санд;
- Жюль Сандо.

В 1854 году Ипполит де Вильмесан приобрёл издание и предпринял с десяток попыток его оживить, публикуя всё скандальное и пикантное из парижской жизни и в самом занимательном изложении. Успех издания был чрезвычайный; из еженедельного журнала оно выросло в большую газету, и с 1866 года газета выходит ежедневно. В 2005 году тираж составлял около 340 тыс. экземпляров.
В 1975 году газета была приобретена Робером Эрсаном (Robert Hersant). В 1999 году американский инвестиционный фонд Carlyle Group приобрёл 40 % акций газеты, которые были проданы им в 2003 году. По состоянию на 2004 год газета находилась под контролем консервативного политика и миллиардера Сержа Дассо, известного как глава французской аэрокосмической корпорации Dassault Aviation. В одном из радиоинтервью Дассо заявил, что «газеты должны пропагандировать здоровые идеи».
Считается, что газета отражает точку зрения умеренно правых партий. За это «Фигаро» регулярно подвергается критике со стороны «левых» изданий, таких как «Либерасьон», «Marianne» и других.